# Kiantajärvi
Le Kiantajärvi est un lac de Finlande.

## Géographie
Le lac est situé dans la région de Kainuu, sur la commune de Suomussalmi.